# チャリ走シリーズ
チャリ走シリーズ（チャリそうシリーズ、BIKE RIDER series）は、クリエイターの護美童子によって生み出され、その後スパイシーソフトによって開発・販売されているアクションゲームであり、プレイヤーは自転車に乗った棒人間になり、自動スクロールする地面の上を走り、障害物や崖はジャンプで飛び越えていくゲーム。→#ゲームシステム
2007年にiアプリとしてゲーム投稿サイトのアプリゲットで公開されて以降、2015年7月現在までにシリーズ累計2000万ダウンロードを記録。
フィーチャーフォンからスマートフォンやニンテンドー3DSでも作品を配信。初のニンテンドー3DS作品であるチャリ走DXは週刊ファミ通による2013年ダウンロードゲームソフト1位に選出、ニンテンドー3DSダウンロードソフト歴代売上ランキングでも5位に入るなどシリーズ累計ダウンロード数は2000万を超える。日本国内のみならず、海外マーケットでも高い評価を受けているゲームである。

## 販売
第1作から第9作まではフィーチャー・フォン向けとしてiアプリ、オープンアプリ（一部非対応）、S!アプリで展開していたが、10作目のチャリ走DXはニンテンドー3DSで配信された。チャリ走DXはシリーズ化され、現在までに3作目にあたるチャリ走DX3 タイムライダーまで配信されている。同シリーズの一部は欧米や欧州地域にも配信されたほか、iOS端末とAndroid端末の移植がされるなどマルチプラットフォーム展開が活発に行われた。
スマートフォン版はフィーチャー・フォン版やニンテンドー3DS版のチャリ走を移植するかたちでの配信（期間限定配信のタイアップ作品を除いて）だったが、12作目でスマートフォン版向けに開発されたチャリ走3rd Raceが配信された。
フィーチャー・フォン向けのチャリ走についてはNTTドコモの提供するiMenu、ソフトバンクの提供するYahoo!ケータイのアプリゲットDXのみで配信されている。

## シリーズ作品一覧

### ナンバリングタイトル

#### エンドレス型チャリ走シリーズ
- チャリ走（フィーチャーフォン:2007年2月8日）
- チャリ走2ndRace（フィーチャーフォン、2007年10月19日、Android:2013年7月7日）
- チャリ走3rd Race（スマートフォン、2014年3月11日）
- 跳びだせ!!チャリ走3D（スマートフォン、2016年2月3日） - 1作目の3Dリメイク
- 仮面ライダーエグゼイド×チャリ走（スマートフォン、2016年12月8日最終更新2018年8月3日）- 仮面ライダー生誕45周年特別企画

#### チャリ走DXシリーズ
累計600万ダウンロードを突破している。
- チャリ走DX（ニンテンドー3DS、2012年12月16日）
- チャリ走DX2 ギャラクシー（ニンテンドー3DS、2013年12月18日）
- チャリ走DX3 タイムライダー（ニンテンドー3DS、2014年12月17日）
- チャリ走 Ultra DX - 世界ツアー（Wii U、2015年8月5日） - DXのWii U版
- みんなで宇宙ツアー チャリ走DX2（Wii U、2015年10月14日） - DX2のWii U版
- 新チャリ走DX（スマートフォン、2015年12月22日） - DXシリーズ3作品をまとめた移植版
- 大盛りチャリ走DX（Nintendo Switch、2018年2月8日） - DXシリーズ3作品をまとめた移植版

### ナンバリングタイトル以外
- チャリ走～全国一周～（フィーチャーフォン、2008年6月26日）
- チャリ走～世界一周～（フィーチャーフォン、2008年8月26日）
- チャリ走～グランプリ～（フィーチャーフォン、2009年2月18日）
- チャリ走の達人-免許とろうぜ-（フィーチャーフォン、2009年2月18日）
- チャリ走カオス（フィーチャーフォン、2011年3月29日）
- チャリ走コレクション（フィーチャーフォン、2011年6月17日）
- 超チャリ走 あつめて! 超獣ハンター（ニンテンドー3DS、2016年2月24日）

## コラボレーション
チャリ走では以下のタイトル・人物とコラボレーションを行い、期間限定ステージや追加ダウンロードコンテンツを配信している。
- チャリ走×ケツメイシ（iアプリ・EZアプリ・S!アプリ：2010年2月15日）
- EVOLTA×チャリ走（iアプリ：2010年11月25日）
- 仮面ライダーフォーゼ×チャリ走!!（iOS：2012年6月1日）
- チャリ走×大海2遊パチバージョン（iOS・Android：2012年8月31日）
- 仮面ライダーウィザード×チャリ走（iOS・Android：2012年12月7日）
- 海物語アクア×チャリ走!（iOS・Android：2014年2月25日）
- 桐谷さん×チャリ走（iOS：2014年8月4日）

### チャリ走3rd Race
ゲーム内のステージと期間限定でコラボ。
- HIKAKIN（iOS・Android：2014年3月14日）
- Daichi（iOS・Android：2014年7月11日）
- 桐谷広人（iOS・Android：2015年3月30日）
- イルマニア（Android：2015年7月3日）
- なめこ（iOS・Android：2015年9月3日）

### チャリ走DX
WORLS TOURステージの1つとしてRAM RIDERとのコラボステージを配信。
- RAM RIDER（ニンテンドー3DS、2012年12月16日）

### チャリ走DX2
ニンテンドーeショップの追加ダウンロードコンテンツとして配信されたコラボステージ。
- 仮面ライダー鎧武（ニンテンドー3DS、2014年3月26日）
- クレヨンしんちゃん（ニンテンドー3DS、2014年4月19日）

スマートフォン版のコラボステージとして配信。
- 大海物語3GRAND PRIX開催（iOS）
- 初音ミクGRAND PRIX開催（iOS）
- MEGWIN（iOS・Android、2014年9月15日）

### チャリ走DX3 タイムライダー
ニンテンドーeショップの追加ダウンロードコンテンツとして配信されたコラボステージ。ゲームごとに本編とは異なるゲーム性を実装している。
- 仮面ライダードライブ（ニンテンドー3DS、2014年12月17日）
- こびとづかん（ニンテンドー3DS、2015年1月7日）
- 初音ミク（ニンテンドー3DS、2011年6月17日）
- Go!プリセンスプリキュア（ニンテンドー3DS、2015年2月16日）
- プリパラ（ニンテンドー3DS、2015年3月18日）
- クレヨンしんちゃん オラの引越し物語 サボテン大襲撃（ニンテンドー3DS、2015年4月22日）
- トランスフォーマーアドベンチャー（ニンテンドー3DS、2015年6月3日）
- ガチャピン・ムック（ニンテンドー3DS、2015年6月24日）
- 手裏剣戦隊ニンニンジャー（ニンテンドー3DS、2015年7月）
- ちびまる子ちゃん（ニンテンドー3DS、2015年8月）

### 超チャリ走 あつめて! 超獣ハンター
- エグスプロージョン
- 仮面ライダーゴースト
- モンスターハンター
- iNSIDE(コード入力画面で「97681034」と打つとコラボチャリゲット)

その他にも「魔法つかいプリキュア!」「シュタインズ・ゲート」「クレヨンしんちゃん 爆睡!ユメミーワールド大突撃」「ゴジラ」などとのコラボステージの配信が予定されていたが、これらの配信の目途が立っていない。

### 大盛りチャリ走DX
唯一の追加ダウンロードコンテンツとして仮面ライダービルドとのコラボステージを配信。
- 仮面ライダービルド

## チャリ走VR
2017年02月21日、PlayStation VR向けの「チャリ走VR」が配信開始した。

## ゲームシステム
操作するプレイヤーはどのシリーズも一貫して自転車に乗った棒人間である。自動でスクロールする地面の上を走りながら、障害物や崖はジャンプで飛び越えていくゲーム。棒人間の位置は基本的に変わらず、横画面の左端でスクロールしてくる地形にあわせてジャンプを繰り返していく。
敵キャラとして同じ棒人間タイプのキャラがプレイヤーの後方から出現する。シリーズによってはプレイヤーの前から出現する敵も存在するが、基本的には障害物の回避がメインとなる。
ゲームの軸となるジャンプシステムは2段ジャンプを標準機能として採用しており、ジャンプ中にボタンを押すとさらにジャンプが可能となる。ジャンプボタンをタイミングよく一定間隔で押すと3段以上のジャンプが可能となる。
アクションゲームによくあるヒットポイントやライフの概念はなく、障害物や敵に当たると即ゲームオーバーとなる。
キャラクター
- チャリ走シリーズの主人公は常に棒人間の「鈴木」。鈴木という名前の表記はチャリ走DXシリーズ以降はなくなったが、棒人間シルエットのキャラ自体は変わらない。
- チャリ走、チャリ走2ndRaceなど初期作品では「田中」という登場する実況者。ビジュアルは一切公開されておらず、ゲーム内に登場するのは田中のしゃべるテキストのみとなる。チャリ走DX以降の作品では登場しなくなった。
- 画面後方から追い上げてくる鈴木のライバルキャラ「佐藤」。比較的すぐに自滅してやられるが、何度もリカバリーして追い上げてくる。
- その他、鳥やミイラ、侍などの進行方向から襲ってくる敵キャラがシリーズによって存在する。

コンプリート要素
チャリ走DXシリーズでは「アワード」と呼ばれるものがある。プレイヤーの走行距離やジャンプの回数など特定の条件を満たした場合に付与される称号である。
また、ステージにはメダルが存在し、メダルの獲得枚数に応じてアンロックされたステージの解放が可能となる。
アイテム要素
ステージタイプのチャリ走DXシリーズでは「ジュエル」というパワーアップ機能があり、取得することで空を飛べたり火を放ったりできるようになる。
エンドレスタイプのチャリ走3rd Raceでは「土鍋」というスコア増幅モードがあり、ステージ上の玉を集めると土鍋モードを発動させることができる。

### 作品ごとのゲーム性の違いについて
1作目のチャリ走、2作目のチャリ走2nd Race、12作目のチャリ走3rd Raceからなるシリーズはランダムに生成されるエンドレスタイプのコースを走り、ハイスコアの記録を目的とするが、チャリ走DXシリーズはステージタイプのコースなっており、予め決められた配置のコースをミスなくゴール地点まで進むこと目的とする。
作品によって乗り物の仕様が大きく異なるものがあり、7作目のチャリ走の達人-免許とろうぜ-では、走行距離に応じてステージ上に乗り物が出現し、乗り換え可能なシリーズが存在する。

## 受賞歴
- オープンアプリ・ゲームコンテスト -移植部門最優秀賞[6]（チャリ走）
- MCFモバイルプロジェクト・アワード2013 -優秀賞[7]（チャリ走DX）
- アプリ・オブ・ザ・イヤー2007 -最優秀賞[8]（チャリ走）
- モバイルコンテンツアワード2011 -優秀賞[9]（チャリ走）
- モバイルプロジェクトアワード2011 -優秀賞[10]（チャリ走）